# Карлес Кото
Карлес Кото Пагес (ісп. Carles Coto Pagès; нар. 11 лютого 1988, Фігерас, Іспанія) — іспанський футболіст, правий вінґер.

## Клубна кар'єра
Народився в місті Фігерас, провінція Жирона, в Каталонії. Вихованецть однойменного клубу. У 2001 році 13-річний Карлес перейшов до академії «Барселони». Перебуваючи в Барселоні, знявся в рекламі Nike 2005 року «Recuerda mi nombre» («Запам’ятай моє ім’я») разом із колегою по Ла-Масії Ліонелем Мессі. Потім перейшов до бельгійського «Мускрона», але після одного проведеного сезону залишив команду.
Влітку 2008 року повернувся на батьківщину, грав за «Севілью Атлетіко» з Сегунда Дивізіону й «Бенідорм» з Сегунда Дивізіону Б, але з першим з вище вказаних клубів понизився в класі. На початку липня 2010 року, незважаючи на те, що у нього був ще один рік контракту з клубом з області Валенсії, знову змінив команду та країну, підписав контракт з кіпрським клубом «Анортосіс» (Фамагуста), яким керував його колишній тренер по юнацькому складі «Барселони» Гільєрмо Анхель Хойос.
28 червня 2011 року приєднався до грузинського «Динамо» (Тбілісі), де разом з декількома співвітчизниками, у тому числі й з Хіско Муньйосом виграв чемпіонат Грузії. У 2013 році перейшов до «Динамо» (Мінськ). Таким чином, став одним з трьох перших іспанців у чемпіонаті Білорусі, грав на позиції флангового півзахисника. Спочатку часто виходив на поле у футболках «Динамо», але через високу конкуренцію та обмежену кількість іноземців у складі з вересня 2013 року втратив місце в стартовому складі. Після закінчення сезону покинув клуб. У лютому 2014 року підписав контракт з представником чемпіонату Узбекистану «Буньодкор», але у чемпіонаті Узбекистану не затримався й зіграв лише 5 матчів, а вже в липні залишив команду й швидко підписав 1-річний контракт з «Сан-Марино Кальчо» з ЛегаПро. За підсумками сезону команда вилетіла до Серії D, а Кото покинув клуб.
29 серпня 2017 року, після нетривалого перебування в кіпрських клубах «Етнікос» (Ахна), «Докса Катокопіас» й «Ерміс», 29-річний Кото повернувся до Іспанії, до клубу «Райо Махадаонда». Команда виграла свою групу чемпіонату і зустрілася з «Картахеною» за право вперше в історії вийти до Сегунди. У першому матчі «Райо» поступилися на виїзді (1:2, гол на рахунку Карлеса), а вдома здобули мінімальну перемогу завдяки автоголу суперника, оформивши історичне досягнення.
31 серпня 2018 року підписав 1-річний контракт з «Волосом» (розрахований до червня 2019 року) з другого за значимістю на той час грецького дивізіону, де виступав за під керівництвом Хуана Феррандо. Клуб посів перше місце і вийшов до елітного дивізіону вже на третій рік після заснування.
Наступні два сезони півзахисник проводить у команді рідного міста «Фігерас», виступав у четвертому за силою іспанському дивізіоні.
З 2021 року виступав у чемпіонаті Андорри за клуб «Санта-Колома». У серпні 2023 року приєднався до іспанської команди «Рода».

## Кар'єра в збірній
Виступав за юнацькі збірні Іспанії (U-16) та (U-19).
У футболці юнацької збірної Іспанії (U-19) брав участь у юнацькому чемпіонаті Європи (U-19) 2007, де його команда дійшла до фіналу змагань і зуміла виграти трофей, де переміг збірну Греції з рахунком 1:0. Кото вийшов у стартовому складі, а на 64-й хвилині його замінили.

## Статистика виступів

### Клубна
Станом на 2 травня 2019 року
| Клуб               | Сезон             | Ліга                           | Ліга  | Ліга | Кубок | Кубок | Конт. кубок | Конт. кубок | Загалом | Загалом |
| Клуб               | Сезон             | Дивізіон                       | Матчі | Голи | Матчі | Голи  | Матчі       | Голи        | Матчі   | Голи    |
| ------------------ | ----------------- | ------------------------------ | ----- | ---- | ----- | ----- | ----------- | ----------- | ------- | ------- |
| «Севілья Б»        | 2008–09           | Сегунда Дивізіон               | 20    | 0    | —     | —     | —           | —           | 20      | 0       |
| «Бенідорм»         | 2009–10           | Сегунда Дивізіон Б             | 31    | 0    | 0     | 0     | —           | —           | 31      | 0       |
| «Анортосіс»        | 2010–11           | Перший дивізіон Кіпру          | 18    | 1    | 0     | 0     | 4           | 0           | 22      | 1       |
| «Динамо» (Тбілісі) | 2011–12           | Ліга Умаглесі                  | 27    | 5    | 1     | 0     | 5           | 1           | 33      | 6       |
| «Динамо» (Тбілісі) | 2012–13           | Ліга Умаглесі                  | 17    | 1    | 9     | 0     | —           | —           | 26      | 1       |
| «Динамо» (Тбілісі) | Загалом           | Загалом                        | 54    | 6    | 10    | 0     | 5           | 1           | 69      | 7       |
| «Динамо» (Мінськ)  | 2013              | Білоруська футбольна вища ліга | 6     | 1    | 0     | 0     | 4           | 0           | 10      | 1       |
| «Буньодкор»        | 2014              | Суперліга Узбекистану          | 5     | 0    | 2     | 0     | 4           | 0           | 11      | 0       |
| «Сан-Марино»       | 2014–15           | Лега Про                       | 22    | 2    | 0     | 0     | -           | -           | 22      | 2       |
| «Етнікос» (Ахна)   | 2015–16           | Перший дивізіон Кіпру          | 35    | 6    | 2     | 0     | -           | -           | 37      | 6       |
| «Ерміс»            | 2016–17           | Перший дивізіон Кіпру          | 16    | 0    | 0     | 0     | -           | -           | 16      | 0       |
| «Райо Махадаонда»  | 2017–18           | Сегунда Дивізіон Б             | 32    | 6    | 0     | 0     | -           | -           | 32      | 6       |
| «Волос»            | 2018–19           | Футбольна ліга                 | 24    | 0    | 3     | 1     | -           | -           | 27      | 1       |
| Усього за кар'єру  | Усього за кар'єру | Усього за кар'єру              | 263   | 22   | 17    | 1     | 17          | 1           | 297     | 26      |

1. 1 2 3  Матчі в Лізі Європи УЄФА
2. ↑  Матчі в Лізі чемпіонів АФК

## Досягнення

### Клубні
- Ліга Умаглесі
  -  Чемпіон (1): 2012–13

- Вища ліга Білорусі
  -  Бронзовий призер (1): 2013

- Суперкубок Узбекистану
  -  Володар (1): 2014

- Сегунда Дивізіон Б
  -  Чемпіон (1): 2017/18 (група 1)

- Футбольна ліга Греції
  -  Чемпіон (1): 2018/19

- Чемпіонат Андорри
  -  Бронзовий призер (1): 2022/23

### У збірній
- Юнацький чемпіонат Європи (U-19)
  -  Чемпіон (1): 2007